# Luciobarbus steindachneri
Luciobarbus steindachneri é uma espécie de peixe pertencente à família Cyprinidae.
A autoridade científica da espécie é Almaça, tendo sido descrita no ano de 1967.

## Portugal
Encontra-se presente em Portugal, onde é uma espécie nativa.
Os seus nomes comuns são barbo-intermédio ou barbo-de-steindachner.

## Descrição
Trata-se de uma espécie de água doce. Atinge os 40 cm de comprimento padrão, com base de indivíduos de sexo indeterminado.